# Argentyna na Zimowych Igrzyskach Olimpijskich 2014
Argentyna na Zimowych Igrzyskach Olimpijskich 2014 – kadra sportowców reprezentujących Argentynę na igrzyskach w 2014 roku w Soczi. Kadra liczyła 7 sportowców.

## Skład reprezentacji

### Biegi narciarskie
- Federico Cichero

| Konkurencja       | Zawodnik         | Finał   | Finał   |
| Konkurencja       | Zawodnik         | Czas    | Miejsce |
| ----------------- | ---------------- | ------- | ------- |
| Bieg indywidualny | Federico Cichero | 49:11,3 | 83.     |

### Narciarstwo alpejskie

#### Kobiety
- Salomé Báncora
- Julietta Quiroga
- Macarena Simari Birkner

| Konkurencja     | Zawodniczka             | Zjazd 1.                   | Zjazd 1.                   | Zjazd 2.                   | Zjazd 2.                   | Suma                       | Miejsce                    |
| Konkurencja     | Zawodniczka             | Czas                       | Miejsce                    | Czas                       | Miejsce                    | Suma                       | Miejsce                    |
| --------------- | ----------------------- | -------------------------- | -------------------------- | -------------------------- | -------------------------- | -------------------------- | -------------------------- |
| Slalom gigant   | Salomé Báncora          | 1:25,88                    | 50.                        | 1:26,16                    | 47.                        | 2:52,04                    | 47.                        |
| Slalom          | Salomé Báncora          | 59,26                      | 31.                        | 56,26                      | 26.                        | 1:55,52                    | 25.                        |
| Zjazd           | Macarena Simari Birkner | 1:46,44                    | 32.                        | —                          | —                          | 1:46,44                    | 32.                        |
| Superkombinacja | Macarena Simari Birkner | 1:48,87                    | 31.                        | 55,06                      | 18.                        | 2:43,93                    | 20.                        |
| Supergigant     | Macarena Simari Birkner | 1:31,10                    | 26.                        | —                          | —                          | 1:31,10                    | 26.                        |
| Slalom gigant   | Macarena Simari Birkner | 1:24,74                    | 44.                        | 1:23,11                    | 37.                        | 2:47,85                    | 39.                        |
| Slalom          | Macarena Simari Birkner | 59,82                      | 36.                        | 56,69                      | 29.                        | 1:56,51                    | 27.                        |
| Superkombinacja | Julietta Quiroga        |                            |                            |                            |                            |                            |                            |
| Slalom gigant   | Julietta Quiroga        | Nie ukończyła 1. przejazdu | Nie ukończyła 1. przejazdu | Nie ukończyła 1. przejazdu | Nie ukończyła 1. przejazdu | Nie ukończyła 1. przejazdu | Nie ukończyła 1. przejazdu |
| Slalom          | Julietta Quiroga        | Nie ukończyła 1. przejazdu | Nie ukończyła 1. przejazdu | Nie ukończyła 1. przejazdu | Nie ukończyła 1. przejazdu | Nie ukończyła 1. przejazdu | Nie ukończyła 1. przejazdu |

#### Mężczyźni
- Sebastiano Gastaldi
- Jorge Ketelhohn Birkner
- Cristian Simari Birkner

| Konkurencja     | Zawodnik                | Zjazd 1.                  | Zjazd 1.                  | Zjazd 2.                  | Zjazd 2.                  | Suma                      | Miejsce                   |
| Konkurencja     | Zawodnik                | Czas                      | Miejsce                   | Czas                      | Miejsce                   | Suma                      | Miejsce                   |
| --------------- | ----------------------- | ------------------------- | ------------------------- | ------------------------- | ------------------------- | ------------------------- | ------------------------- |
| Zjazd           | Cristian Simari Birkner | Nie stanął na starcie     | Nie stanął na starcie     | —                         | —                         |                           |                           |
| Superkombinacja | Cristian Simari Birkner | 1:59,63                   | 43.                       | 56,46                     | 27                        | 2:56,09                   | 29.                       |
| Supergigant     | Cristian Simari Birkner | 1:23,36                   | 47.                       | —                         | —                         | 1:23,36                   | 47.                       |
| Slalom gigant   | Cristian Simari Birkner | 1:26,02                   | 40.                       | 1:27,89                   | 40.                       | 2:53,91                   | 40.                       |
| Slalom          | Cristian Simari Birkner | Nie ukończył 1. przejazdu | Nie ukończył 1. przejazdu | Nie ukończył 1. przejazdu | Nie ukończył 1. przejazdu | Nie ukończył 1. przejazdu | Nie ukończył 1. przejazdu |
| Zjazd           | Jorge Ketelhohn Birkner |                           |                           | —                         | —                         |                           |                           |
| Superkombinacja | Jorge Ketelhohn Birkner | 2:01,05                   | 46.                       | Nie ukończył slalomu      | Nie ukończył slalomu      | Nie ukończył konkurencji  | Nie ukończył konkurencji  |
| Supergigant     | Jorge Ketelhohn Birkner | 1:23,89                   | 49.                       | —                         | —                         | 1:23,89                   | 49.                       |
| Slalom gigant   | Jorge Ketelhohn Birkner | Nie ukończył 1. przejazdu | Nie ukończył 1. przejazdu | Nie ukończył 1. przejazdu | Nie ukończył 1. przejazdu | Nie ukończył 1. przejazdu | Nie ukończył 1. przejazdu |
| Slalom          | Jorge Ketelhohn Birkner | Nie ukończył 1. przejazdu | Nie ukończył 1. przejazdu | Nie ukończył 1. przejazdu | Nie ukończył 1. przejazdu | Nie ukończył 1. przejazdu | Nie ukończył 1. przejazdu |
| Slalom gigant   | Sebastiano Gastaldi     | Nie ukończył 1. przejazdu | Nie ukończył 1. przejazdu | Nie ukończył 1. przejazdu | Nie ukończył 1. przejazdu | Nie ukończył 1. przejazdu | Nie ukończył 1. przejazdu |
| Slalom          | Sebastiano Gastaldi     | 53,24                     | 46.                       | Nie ukończył 2. przejazdu | Nie ukończył 2. przejazdu | Nie ukończył 2. przejazdu | Nie ukończył 2. przejazdu |